# Bootleg Booze Records
Bootleg Booze Records är ett svenskt skivbolag som specialiserat sig på att släppa vinylskivor inriktat på punk och rock. Bootleg Booze Records bildades 1998 och har bland annat släppt skivor med Hellacopters, The Accidents, Adam West, The Maggots, Backyard Babies, Supersuckers och Midlife Crisis.